# Augusta (Italie)
Pour les articles homonymes, voir Augusta.
Augusta est une ville italienne de 36 000 habitants, située dans la province de Syracuse en Sicile.
La ville est un des principaux ports d'Italie, surtout à cause des raffineries de pétrole qui se trouvent à proximité. Les zones naturelles et touristiques des environs sont très importantes ainsi que les sites archéologiques (Megara Hyblaea), découverts grâce aux travaux des archéologues français Georges Vallet et François Villard.

## Géographie

### Territoire
La ville fait partie de la province de Syracuse, elle est située sur la mer Ionienne. La vieille ville se situe sur une île formée par la découpe d'un isthme au XVIe siècle, reliée à la ville par deux ponts, l'un construit récemment (le viaduc de Frédéric II de Souabe) et l'autre datant de la fondation de la ville appelé Pont d'Espagne. La ville d'Augusta possède deux ports.

## Histoire
Fondée il y a 27 siècles, Megara Hyblaea est l'une des plus vieilles colonies grecques de la Sicile. Elle est détruite par sa rivale Syracuse, relevée de ses ruines, puis de nouveau prise par les Romains avec Syracuse lors de la deuxième guerre punique. Il en reste un site archéologique, témoignage de l'organisation d'une colonie grecque de l'époque archaïque (VIIe siècle av. J.-C.).
C'est sur les ruines d'un de ses faubourgs, Xiphonia, qu'est fondé en 1232 le port fortifié d'Augusta, par Frédéric II (roi de Sicile en 1197, roi des Romains en 1212, empereur du Saint-Empire romain germanique en 1220). Ce dernier peut se maintenir en Sicile grâce à l'appui du pape Innocent III jusqu'à ce que la bataille de Bouvines fasse de lui le maître de l'Allemagne. C'est une personnalité originale, défenseur des arts et des lettres. Disciple d'Averroès, il laisse à la Sicile et à ses villes l'empreinte de son œuvre et de son goût pour l'art et la philosophie arabe.
En 1268, envoyé en Sicile par Charles Ier d'Anjou pour y réprimer la rébellion, le féroce chevalier Guillaume de L’Estendart (1210-1271) assiégea la ville d'Augusta. La ville était défendue par mille de ses citoyens en état de porter les armes, et par deux cents gendarmes toscans. Elle aurait pu résister, mais six traîtres la livrèrent à l'ennemi. L’Estendart fit alors décapiter tous les habitants…, y compris les six traîtres.
De nos jours, ce passé mouvementé a laissé plusieurs bâtiments militaires, largement modifiés au fil des destructions engendrées par les divers conflits mais aussi par le tremblement de terre de 1693.
Le château date de la fondation de la ville, l'hôtel de ville du XVIIe siècle et la cathédrale du XVIIIe.
La ville autrefois animée par sa base navale vit aujourd'hui des industries lourdes (cimenteries, raffineries, chimie).

### Héraldique
Description des armoiries : aigle avec la couronne et écrit sur la tête les lettres S.P.Q.M.A.
Et une bande portant les mots Urbs Regalis Augusta Veneranda Fidelis.
Le blason est de couleur bleue et verte.

## Monuments et lieux d'intérêts

### Architecture religieuse
- L'église Saint-Dominique (it)
- L'église Sainte-Carmine
- L'église Saint-Sebastien
- L'église Sainte Marie du secours (it)
- L'église des Âmes du Purgatoire (it)
- L'église Sainte Marie de grâce
- L'église Saint Jean
- L'église Maria Santissima del Soccorso
- L'église Sainte Andrea
- L'église Sainte Lucia
- L'église Saint Giuseppe

### Architecture civile
- Kursaal Augusteo

### Architecture militaire
- Hangar à dirigeable (it)
- Porte espagnole (it)
- Tour Avalos
- Château d'Augusta

### Site archéologique
- Megara Hyblaea

## Société

### Démographie
| 1861  | 1871   | 1881   | 1901   | 1911   | 1921   | 1931   | 1936   |
| ----- | ------ | ------ | ------ | ------ | ------ | ------ | ------ |
| 9 834 | 12 038 | 13 266 | 16 770 | 15 487 | 20 825 | 23 354 | 19 690 |

| 1951   | 1961   | 1971   | 1981   | 1991   | 2001   | 2011   | - |
| ------ | ------ | ------ | ------ | ------ | ------ | ------ | - |
| 23 507 | 27 950 | 34 794 | 39 137 | 34 189 | 33 820 | 36 169 | - |

## Culture

### Littérature
L'écrivain Giuseppe Tomasi di Lampedusa a reconstitué l'ambience de la ville d'Augusta dans le conte de La Sirène :
« Sei stato mai ad Augusta, tu, Corbera?» Vi ero stato tre mesi da recluta; durante le ore di libera uscita in due o tre si prendeva una barca e si andava in giro nelle acque trasparenti dei golfi. Dopo la mia risposta tacque; poi, con voce irritata: «E in quel golfettino interno, più in su di punta Izzo, dietro la collina che sovrasta le saline, voi cappelloni siete mai andati ? »
« Certo; è il più bel posto della Sicilia, per fortuna non ancora scoperto dai dopolavoristi. La costa è selvaggia, è vero, senatore? Completamente deserta, non si vede neppure una casa; il mare è del colore dei pavoni; e proprio di fronte, al di là di queste onde cangianti, sale l’Etna; da nessun altro posto è bello come da lì, calmo, possente, davvero divino. È uno di quei luoghi nei quali si vede un aspetto eterno di quell’isola che tanto scioccamente ha volto le spalle alla sua vocazione che era quella di servir da pascolo per gli armenti del sole. »

### Musique
En 1863, une fanfare est fondée par la décision du maire G.Surdi.
Durant le XXe siècle la musique a perdu son influence dans la ville.
En 2008, un groupe de jeunes a décidé de former un groupe de musique sous le nom de : Federico II Città d'Augusta.

## Économie
Même si l'industrie n'est apparue dans la ville qu'en 1949, elle est très présente aujourd'hui, il y a un grand centre industriel spécialisé dans la production pétrolière, la production chimique et la production de ciment.

## Administration
| Période                                  | Période  | Identité          | Étiquette | Qualité |
| ---------------------------------------- | -------- | ----------------- | --------- | ------- |
| 2015                                     | En cours | Cettina Di Pietro | M5S       |         |
| Les données manquantes sont à compléter. |          |                   |           |         |

### Hameaux
Augusta, Agnone Bagni, Cozzo dei Turchi, Costasaracena-Castelluccio, Brucoli

## Galerie de photos

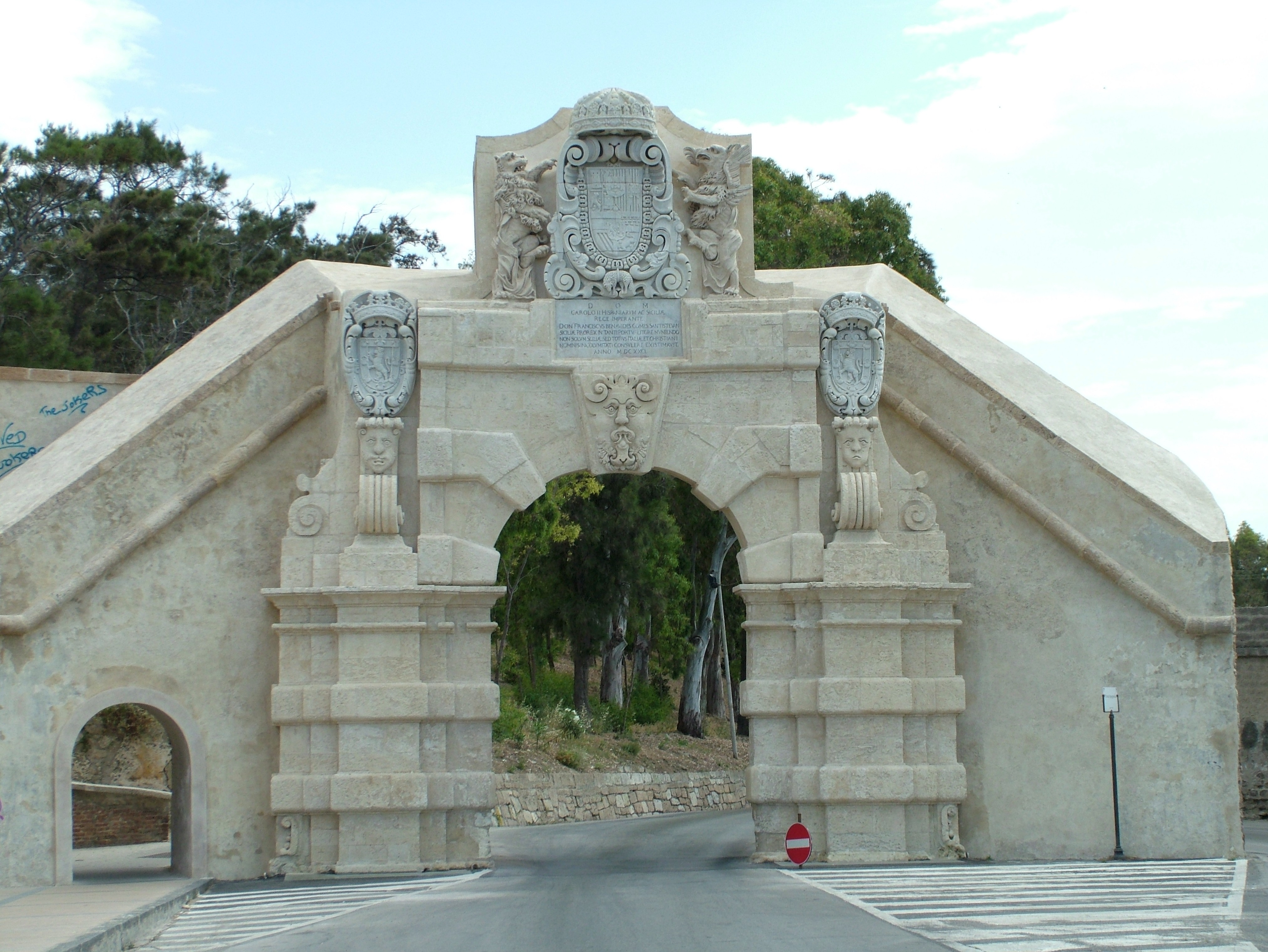
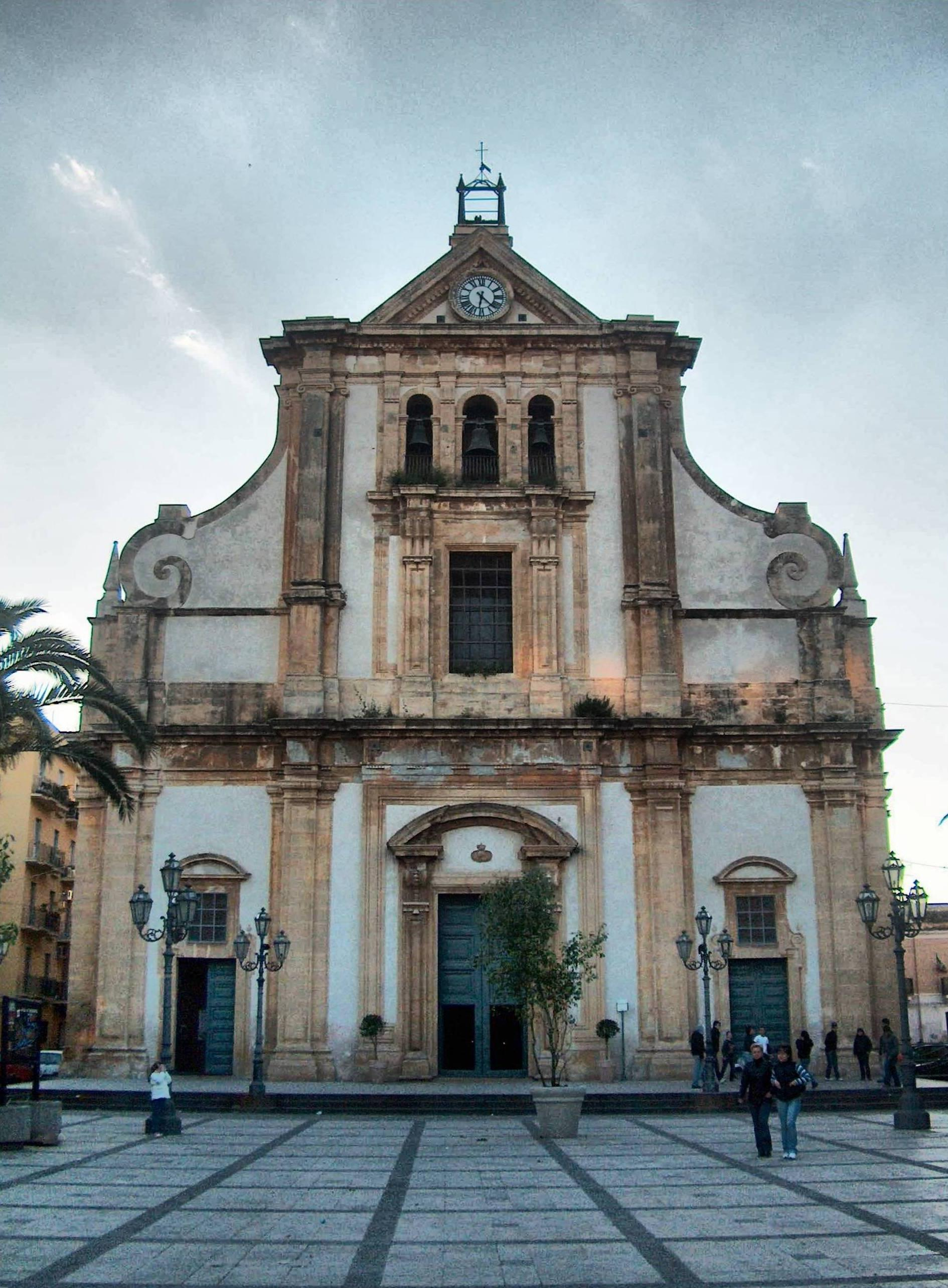
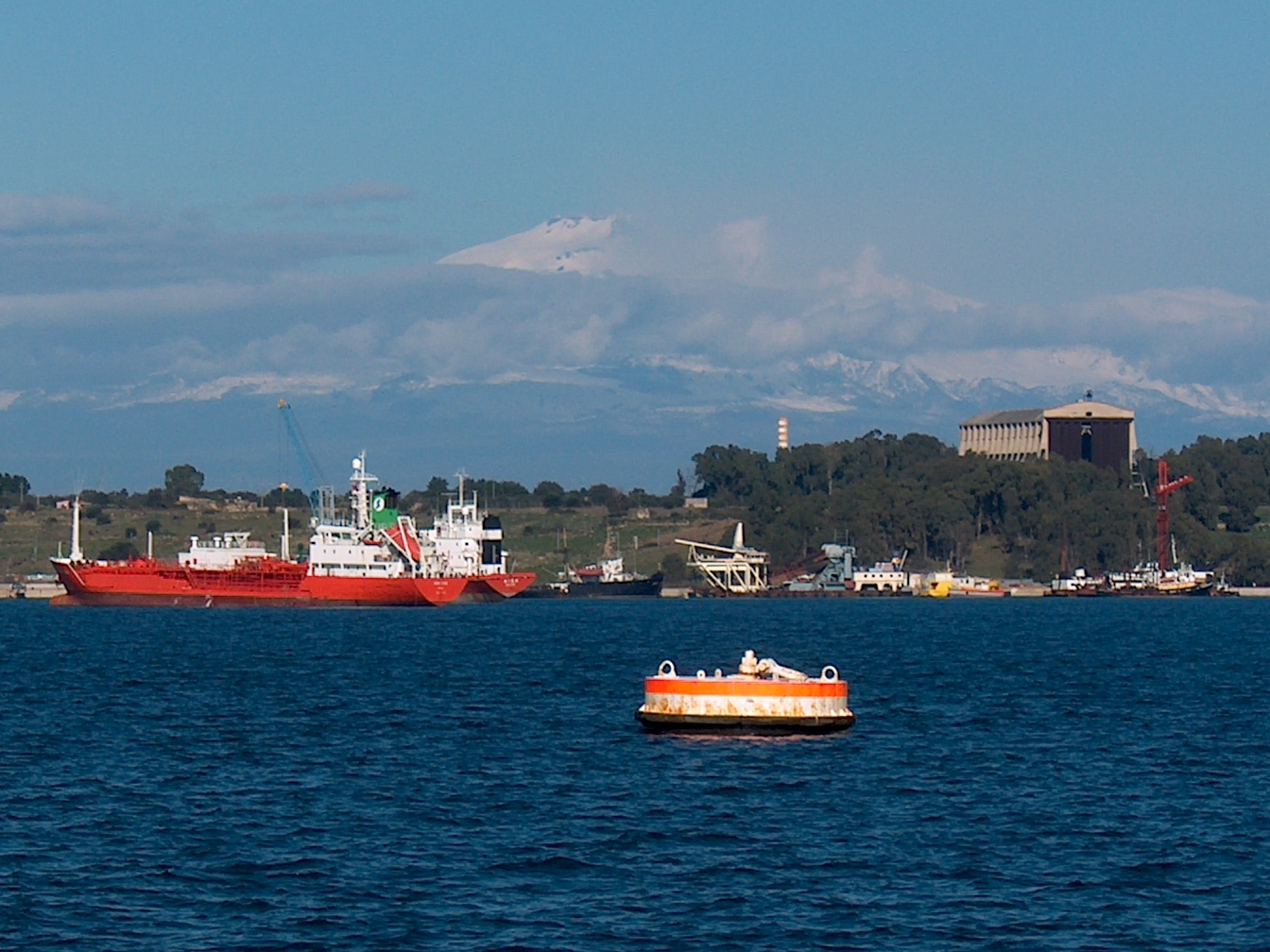
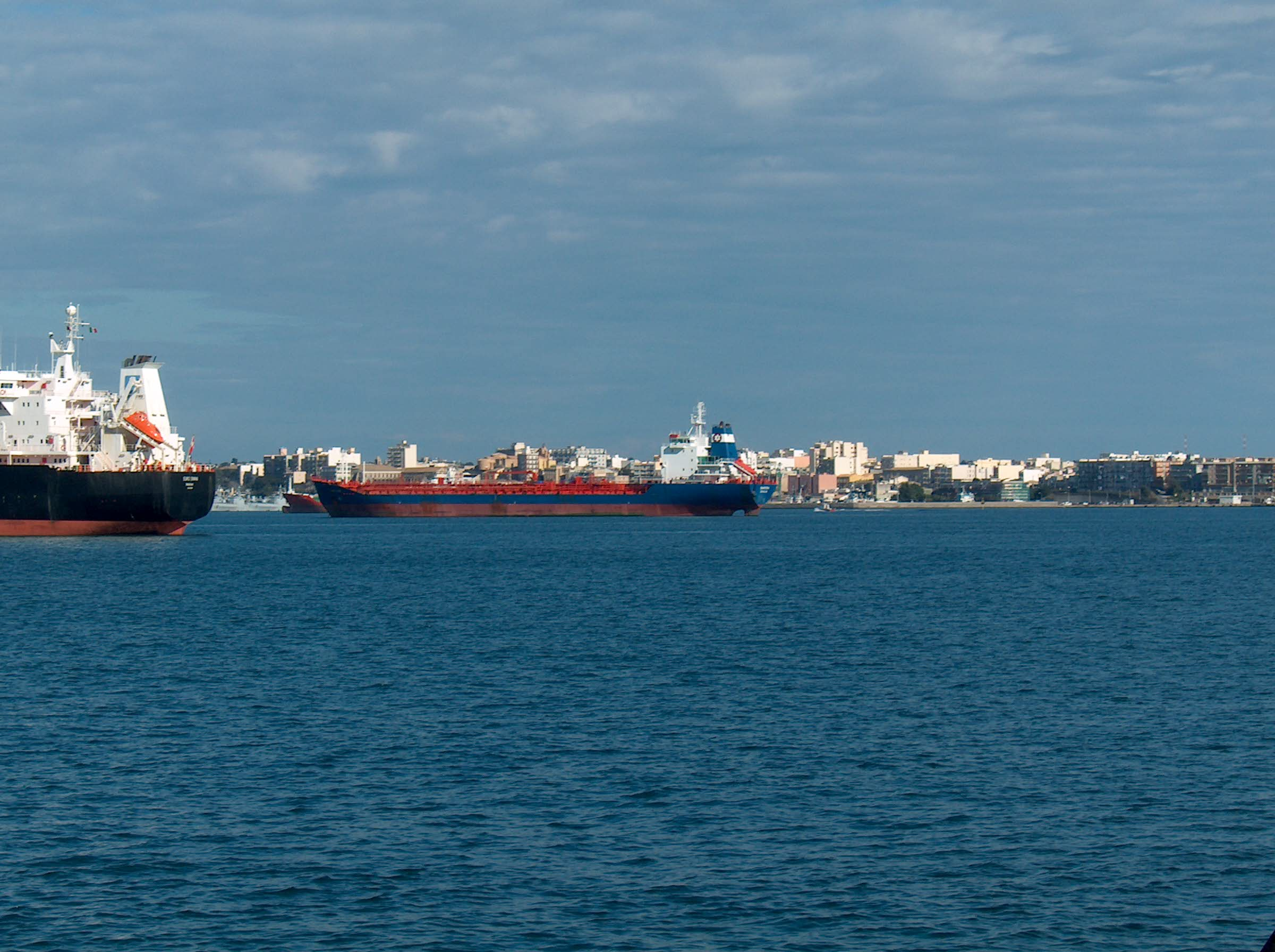
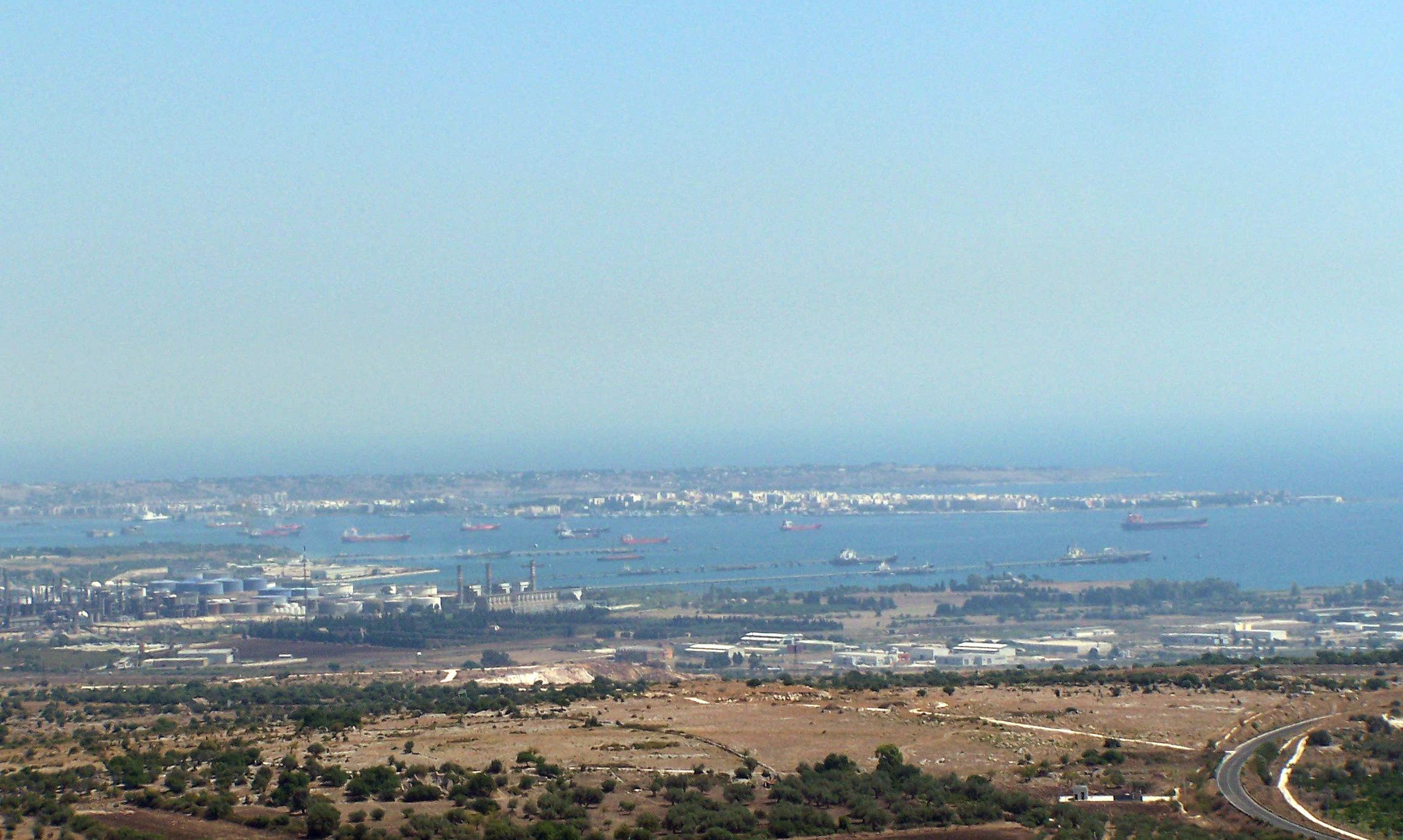
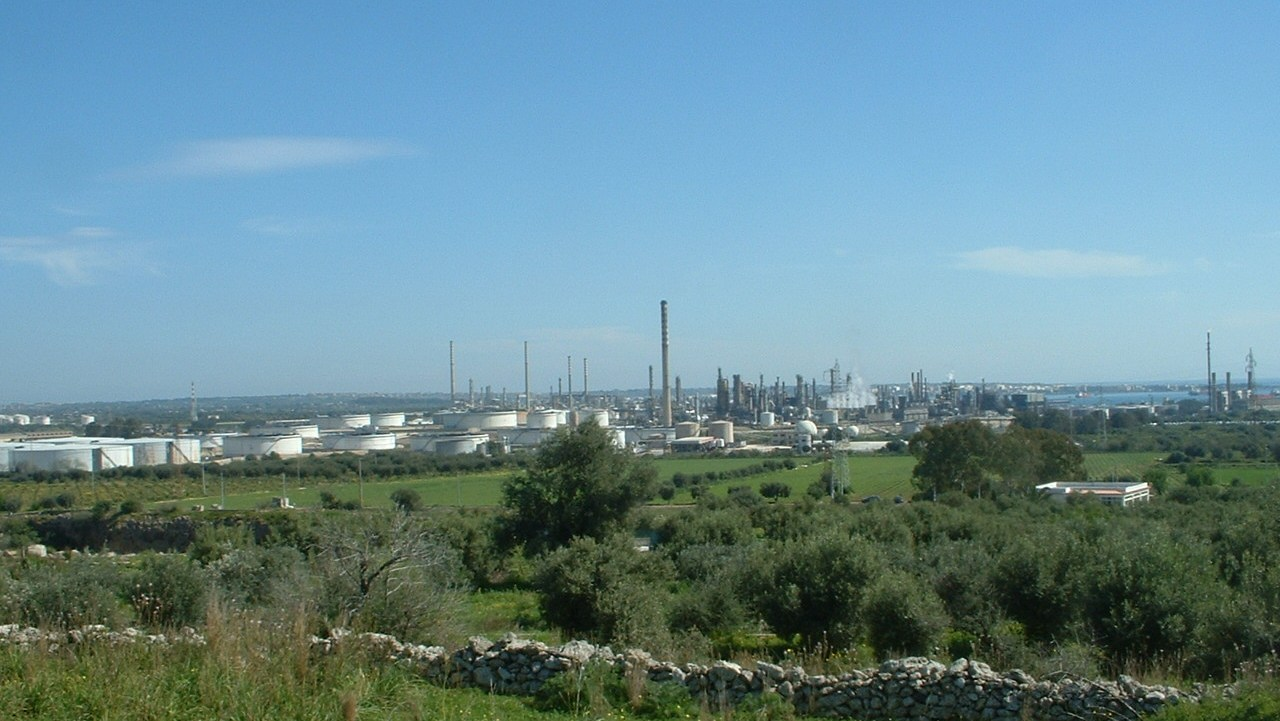
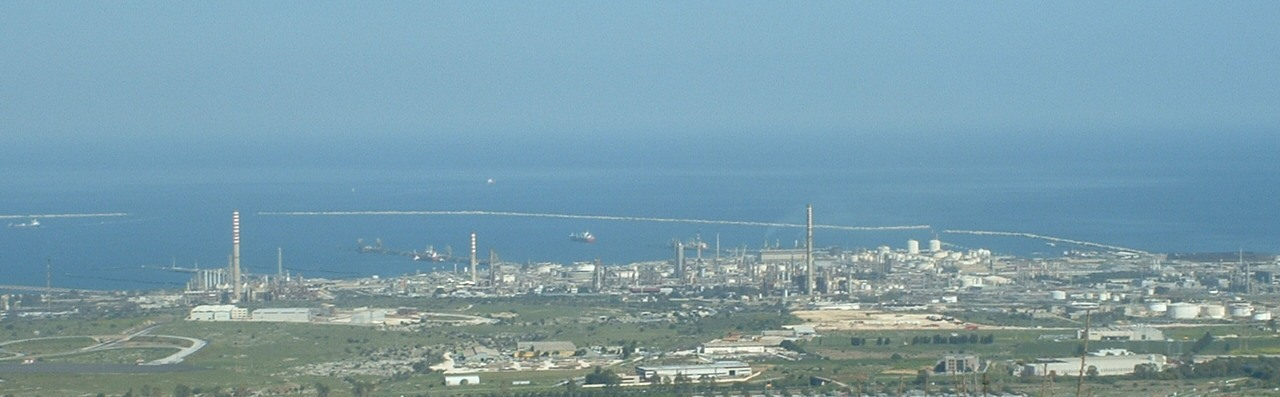
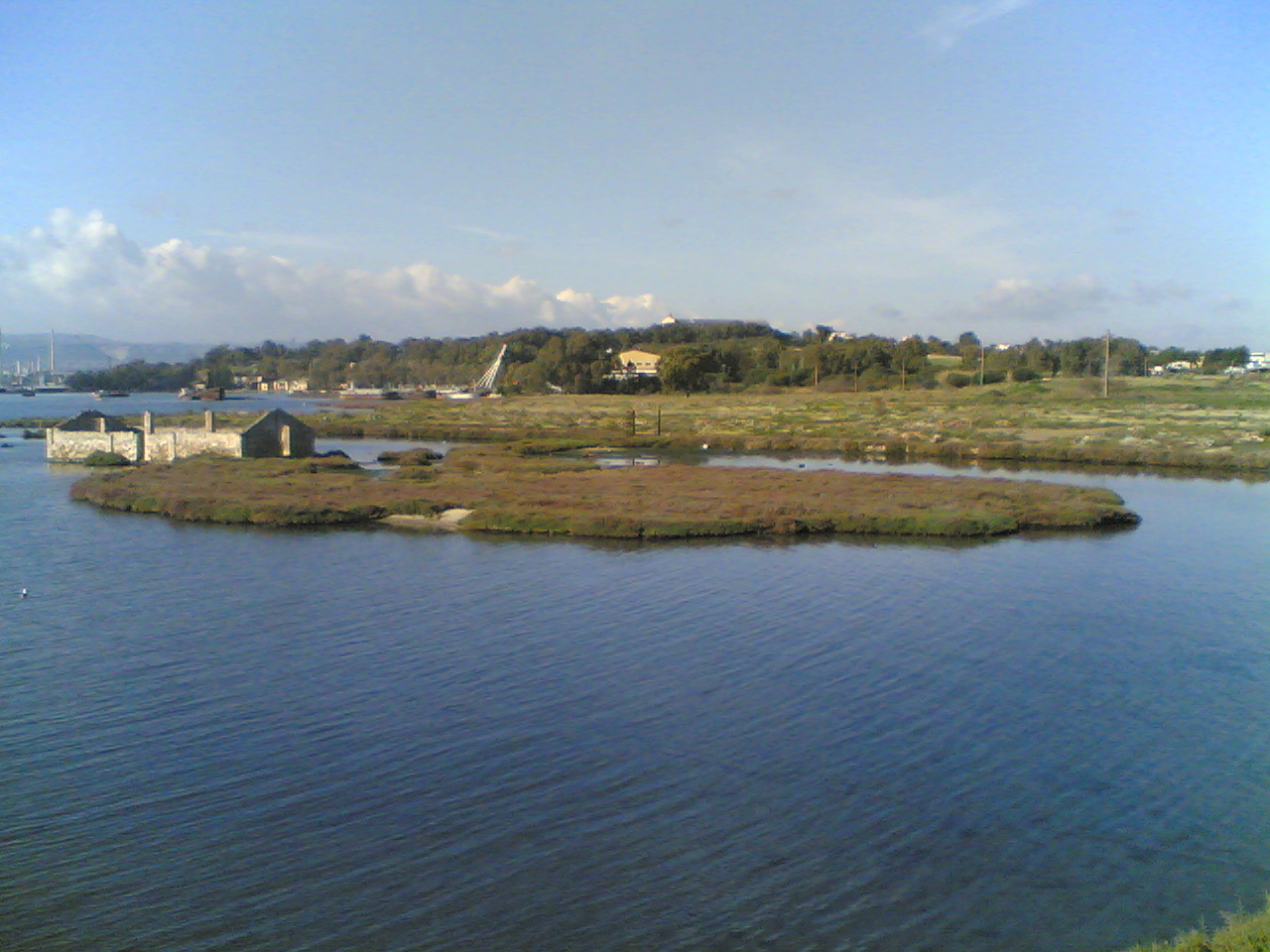

### Communes limitrophes
Carlentini, Melilli

## Jumelages
- Mégare (Grèce)

## Divers

### Sport
Le club sportif le plus important de la ville est l'ASCA, l'Association Sportive Augusta Football à 5 qui a évolué en 1re division pendant 19 années et qui a remporté la coupe d'Italie de football à 5.
L'A.S.D Augusta et Megara Augusta Calcio est le club de football à 11 joueurs.

### Personnalités nées dans la ville
- Emanuele d'Astorga, compositeur en 1680.
- Orso Mario Corbino, physicien en 1876.
- Marcello Giordani (en), chanteur lyrique en 1963.
- Giovanni Lavaggi, pilote automobile en 1958.
- Roy Paci, trompettiste en 1969.
- Antonio Scaduto, kayakiste, médaillé de bronze aux jeux olympiques de 2008 en 1977.
- Riccardo Schicchi, cinéaste en 1953.
- Alfredo Maria Garsia (it), évêque de Caltanissetta en 1928.
- Giuseppe Di Mare (en), organiste en 1945.
- Epicarmo Corbino (it), économiste et politicien en 1890.

## Source
- (it) Cet article est partiellement ou en totalité issu de l’article de Wikipédia en italien intitulé « Augusta (Italia) » (voir la liste des auteurs).